# Slovensko-český ženský fond
Slovensko-český ženský fond (anglicky Slovak-Czech Women's Fund, registrovaný název Nadační fond Slovak-Czech Women’s Fund, zkratka SCWF) je nadační fond působící od svého vzniku roku 2004 v České a Slovenské republice, jehož cílem je zabezpečovat finanční zdroje na podporu prosazování ženských práv a uplatňování principu genderové rovnosti ve společnosti.

## Vize, poslání a cíle
Fond směřuje k naplňování vize „světa, v němž budou ženy moci plně využívat svých práv“. Jeho posláním je „podporovat aktivity žen-aktivistek, skupin žen a ženskoprávních organizací a feministického hnutí zasazujících se za mír, genderovou rovnost, lidská práva a za osvobození žen od násilí a jakékoli diskriminace“.

## Historie
Zřizovateli fondu byly Nadace Open Society Fund Praha a Nadácie otvorenej spoločnosti Bratislava. Inspirací k jeho vzniku bylo setkání se zástupkyněmi a zástupci úspěšných ženských fondů z USA, Nizozemska a Afriky roku 2002. V důsledku vstupu České republiky do Evropské unie dospěly některé nadnárodní subjekty k rozhodnutí postupně alokovat své prostředky do jiných zemí. Finanční zdroje dostupné ženským aktivistkám se tak podstatně ztenčily a nový fond tak měl ambici systematicky pracovat na posílení ženského hnutí z místních a mezinárodních zdrojů. Na podzim 2003 poskytla obecně prospěšná společnost Otevřená společnost zázemí pro vznikající fond. K registraci nadačního fondu městským soudem došlo 19. dubna 2004. Od počátku se fond stal členem mezinárodní sítě Women's Funding Network a Association for Women's Rights in Development (AWID).
Fond měl od počátku dvě spoluředitelky pro Českou a pro Slovenskou republiku, jimiž se staly Markéta Hronková, resp. Viera Klementová.